# Jean-Baptiste Aubry-Lecomte

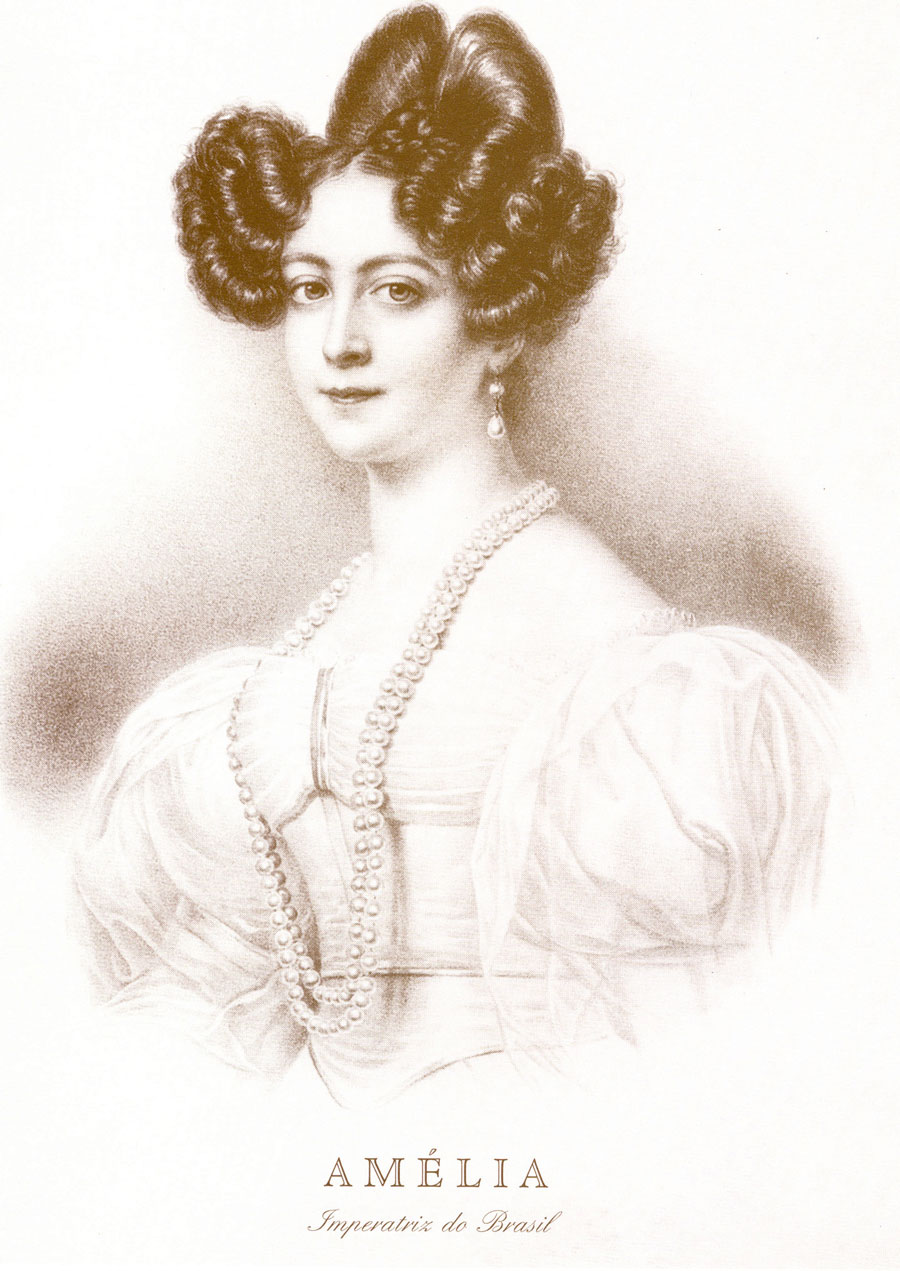
Litografia de Amélia de Leuchtenberg, por Aubry-Lecomte.

Hyacinthe-Louis-Victor-Jean-Baptiste Aubry-Lecomte (Nice, 31 de outubro de 1787 — Paris, 2 de maio de 1858) foi um litógrafo e desenhista francês.